# Petra Hartlieb

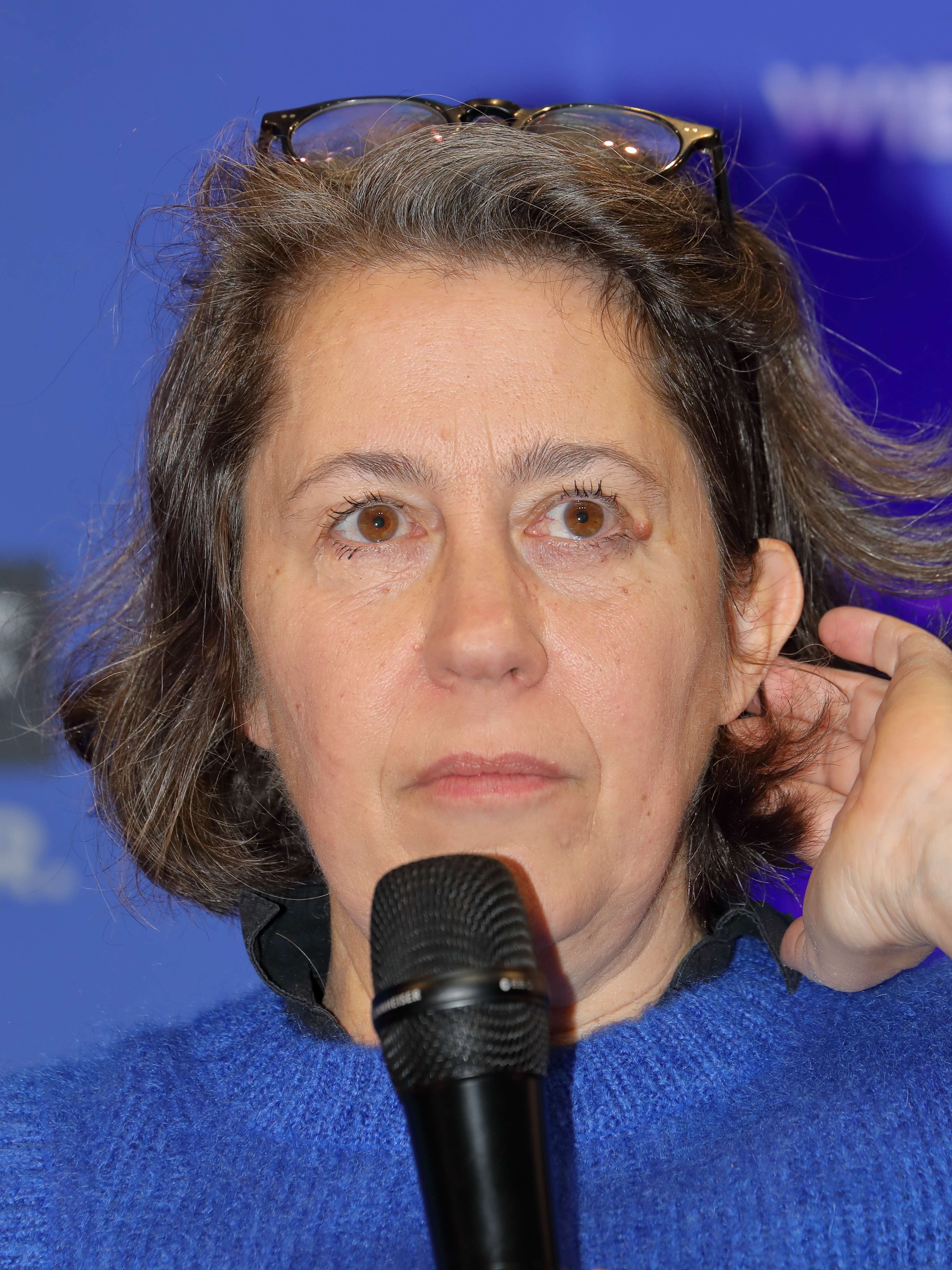
Petra Hartlieb (2024)

Petra Hartlieb (* 1967 in München) ist eine deutsch-österreichische Autorin.

## Leben
Petra Hartlieb wuchs in Oberösterreich auf und studierte Psychologie und Geschichte in Wien. Anschließend arbeitete sie als Pressereferentin bei verschiedenen Verlagen in Wien und Hamburg und später als Literaturkritikerin etwa für den NDR, für Ö1 und die Financial Times.
2004 übersiedelte sie mit ihrem aus Deutschland stammenden Mann zurück nach Wien, wo sie gemeinsam die ehemalige Buchhandlung Friedrich Stock in der Währinger Straße übernahmen, die sie seitdem als Hartliebs Bücher betreiben. Ein zweites Geschäft eröffneten sie in der Porzellangasse, das auf französische und italienische Literatur spezialisiert ist. 2014 veröffentlichte sie darüber einen Roman mit dem Titel Meine wundervolle Buchhandlung. Er erschien in acht weiteren Sprachen und wurde mit einer Auflage von 60.000 Exemplaren zum Bestseller. In ihrer historischen Liebesgeschichte Ein Winter in Wien (2016) schrieb sie über ein Kindermädchen im Wiener Cottageviertel um 1910, das für den Herrn des Hauses, den Schriftsteller Arthur Schnitzler, ein Buch aus der Buchhandlung Friedrich Stock abholen soll. 2018 erschien mit Wenn es Frühling wird in Wien die Fortsetzung der Cottage-Reihe. Nach Sommer in Wien (2019) beschloss sie den Roman-Zyklus aus dem Cottageviertel 2021 mit Herbst in Wien.
Gemeinsam mit dem Berliner Journalisten und Autor Claus-Ulrich Bielefeld schrieb sie ab 2011 unter dem Titel Bielefeld & Hartlieb: Ein Fall für Berlin und Wien eine Wien-Berlin-Krimireihe, die bei Diogenes erschien. In dieser ermitteln der Berliner Kommissar Thomas Bernhardt und die Wiener Chefinspektorin Anna Habel gemeinsam an Mordfällen. Hartlieb lese immer wieder junge Literatur, um für ihre Kundinnen Bescheid zu wissen.
2017 war sie Jurymitglied zum Österreichischen Buchpreis und 2018 zum Österreichischen Staatspreis für Europäische Literatur sowie zum Literaturpreis Wartholz. 2019 gehört sie der Jury für den Deutschen Buchpreis an.
Für die Wiener Wochenzeitung Falter moderiert sie den Podcast Besser lesen mit dem FALTER, der alle zwei Wochen erscheint. In jeder Folge spricht Hartlieb mit einem Autor über sein aktuelles Buch. Zu Gast waren bisher unter anderem David Schalko, Doris Knecht, Eva Menasse, Daniel Wisser, Judith Hermann und Alex Beer.
Mit der Sopranistin Evelyn Schörkhuber gründete Hartlieb 2022 das Musik- und Literaturfestival KlangRede in Weyer. Mit Hubert Flattinger veröffentlichte sie Anfang 2023 den Kinderkrimi Der Wald heult – Ein Fall für Martha & Mischa.

## Publikationen (Auswahl)
- Reihe Bielefeld & Hartlieb: Ein Fall für Berlin und Wien, gemeinsam mit Claus-Ulrich Bielefeld
  - 2011: Auf der Strecke, erster Fall, Diogenes, Zürich 2011, ISBN 978-3-257-24068-9
  - 2012: Bis zur Neige, zweiter Fall, Diogenes, Zürich 2012, ISBN 978-3-257-30008-6
  - 2013: Nach dem Applaus, dritter Fall, Diogenes, Zürich 2013, ISBN 978-3-257-30018-5
  - 2015: Im großen Stil, vierter Fall, Diogenes, Zürich 2015, ISBN 978-3-257-30031-4
- Buchhandlungs-Reihe:
  - 2014: Meine wundervolle Buchhandlung, Roman, DuMont, Köln 2014, ISBN 978-3-8321-9743-8
  - 2018: Weihnachten in der wundervollen Buchhandlung, DuMont-Buchverlag, Köln 2018, ISBN 978-3-8321-9887-9
  - 2023: Zuhause in unserer Buchhandlung mit Illustrationen von Nini Alaska, Carlsen Verlag, Hamburg 2023, ISBN 978-3-551-52217-7
- Wiener Cottage-Reihe:
  - 2016: Ein Winter in Wien, Kindler Verlag, Reinbek bei Hamburg 2016, ISBN 978-3-463-40086-0
  - 2018: Wenn es Frühling wird in Wien, Roman, DuMont-Buchverlag, Köln 2018, ISBN 978-3-8321-9848-0
  - 2019: Sommer in Wien, DuMont-Buchverlag, Köln 2019, ISBN 978-3-8321-8372-1
  - 2021: Herbst in Wien, DuMont-Buchverlag, Köln 2021, ISBN 978-3-8321-8145-1
- Kinderkrimis:
  - 2023: Der Wald heult – Ein Fall für Martha & Mischa, Kinderkrimi, gemeinsam mit Hubert Flattinger, Illustrationen von Ulrike Halvax, Leykam, Graz 2023, ISBN 978-3-7011-8262-6
  - 2024: Aufregung im Hühnerstall – Ein Fall für Martha & Mischa, Kinderkrimi, gemeinsam mit Hubert Flattinger, Illustrationen von Ulrike Halvax, Leykam, Graz 2024, ISBN 978-3-7011-8313-5[19]
- Sonstige:
  - 2015: Tortenschlachten: Geschichten zum Geburtstag, als Herausgeberin, Residenz-Verlag, Salzburg/Wien 2015, ISBN 978-3-7017-1646-3
  - 2021: Der Geiger und der Regenwald: Erinnerungen, gemeinsam mit Michael Schnitzler, Amalthea Signum, Wien 2021, ISBN 978-3-99050-204-4[20]
  - 2024: Freunderlwirtschaft, Kriminalroman, DuMont Buchverlag, Köln 2024, ISBN 978-3-8321-8201-4[21][22]

## Auszeichnungen und Nominierungen
- 2017 wurde ihre Buchhandlung mit dem Österreichischen Buchhandlungspreis ausgezeichnet.[23]
- 2019 wurde sie durch die Tageszeitung Die Presse zur Österreicherin des Jahres in der Kategorie Kulturerbe nominiert.[24]
- 2025: Shortlist für den Leo-Perutz-Preis mit Freunderlwirtschaft[25]